# 増殖曲線
増殖曲線(英: growth curve)とは主に細菌培養における増殖過程を表現するために、菌数の対数と培養時間の関係を表で示したもの。細菌の増殖曲線は誘導期、対数期、静止期、死滅期より構成される。

## 誘導期
培養開始後一定期間は細菌は分裂を行わず、培地上の細菌数は変化しない。この期間を誘導期（英: lag phase）と呼び、細胞の修復、酵素体制の整備、炭酸の蓄積が行われている。この時期の細菌は理化学的感作に強い感受性を有している。

## 対数期
対数期（英: log phase）では、細菌が分裂を開始し、増殖を始める。初期はゆるやかな増殖であるが、次第にその速度を増し、世代時間が一定となり、対数的に増殖するようになる。

## 静止期
対数期における分裂が一定限度に近付くと分裂は次第にその速度を落とし静止期（英: stationary phase）へと移行する。この時期では細菌の分裂率と死滅率が平衡に達し、生菌数は一定となる。静止期に移行する要因として栄養不足、有害代謝産物の蓄積、過密などが挙げられる。

## 死滅期
静止期が一定期間経過すると生菌数は減少を開始し、遂には分裂が完全に停止する。この時期は死滅期（英: death phase）と呼ばれ、その要因は静止期と同じである。